# Unión Buenavista 2
Unión Buenavista 2 är en ort i Mexiko.   Den ligger i kommunen El Porvenir och delstaten Chiapas, i den sydöstra delen av landet, 900 km sydost om huvudstaden Mexico City. Unión Buenavista 2 ligger 2 945 meter över havet och antalet invånare är 377.
Terrängen runt Unión Buenavista 2 är bergig åt sydväst, men åt nordost är den kuperad. Unión Buenavista 2 ligger uppe på en höjd. Runt Unión Buenavista 2 är det ganska tätbefolkat, med 78 invånare per kvadratkilometer. Närmaste större samhälle är El Porvenir de Velasco Suárez, 3,1 km öster om Unión Buenavista 2. Omgivningarna runt Unión Buenavista 2 är en mosaik av jordbruksmark och naturlig växtlighet.